# Gardner Ackley

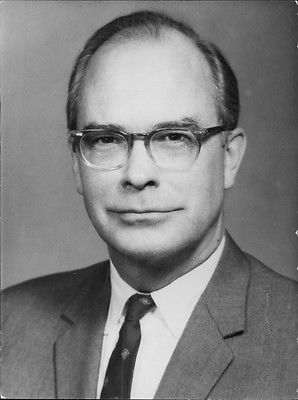
Gardner Ackley

Hugh Gardner Ackley (* 30. Juni 1915 in Indianapolis, Indiana; † 12. Februar 1998 in Ann Arbor, Michigan) war ein US-amerikanischer Wirtschaftswissenschaftler und Diplomat, der unter anderem Vorsitzender des Council of Economic Advisers und ein führender Vertreter der Makroökonomie war.

## Leben
Nach dem Schulbesuch studierte Ackley zuerst an der Western Michigan University und erwarb dort einen Bachelor of Arts (B.A.). Ein anschließendes postgraduales Studium an der University of Michigan schloss er zunächst mit einem Master of Arts (M.A.) ab, ehe er dort im Anschluss einen Philosophiae Doctor (Ph.D.) erhielt. Er wurde auch Mitglied der akademischen Gesellschaften Phi Kappa Phi und Tau Kappa Alpha.
Nachdem er eine kurze Zeit eine Professur an der Ohio State University übernommen hatte, wurde er 1940 Professor für Wirtschaftswissenschaft an der University of Michigan und lehrte dort bis 1984. Während des Zweiten Weltkriegs arbeitete er außerdem von 1941 bis 1943 und von 1944 bis 1946 im Amt für Preiskontrolle in Washington, D.C. mit und war dazwischen von 1943 bis 1944 Mitarbeiter im Büro für Strategische Studien (Office of Strategic Studies).
Später war er im Rahmen des Fulbright-Programms von 1956 bis 1957 in Rom tätig, ehe er von 1961 bis 1962 als Forscher (Research Fellow) für die Ford Foundation tätig war. 1961 veröffentlichte er sein Standardwerk Macroeconomic Theory, durch das er zu einem führenden Vertreter der Makroökonomie seiner Zeit wurde.
1962 wurde er erst Mitglied des Council of Economic Advisers, anschließend zwischen 1964 und 1968 dessen Vorsitzender und als solcher einer der engsten wirtschaftspolitischen Berater von Präsident Lyndon B. Johnson. In dieser Funktion teilte er Präsident Johnson mit, dass die USA die Belastungen durch den Vietnamkrieg und die umfangreichen sozialpolitischen Maßnahmen zur Bekämpfung von Armut und Rassendiskriminierung nur durch Steuererhöhungen zu bewältigen sind, zu denen es aber bis 1968 nicht kam. Die zeitliche Verzögerung dieser notwendigen Steuererhöhungen wurde später von Wirtschaftswissenschaftlern wie dem Nobelpreisträger für Wirtschaftswissenschaften Paul A. Samuelson als einer der Gründe für die hohe Inflation in den 1970er Jahren angesehen.
Im Anschluss war er von 1968 bis 1969 Botschafter in Italien.
Ackley, der auch Berater des Federal Reserve Systems sowie des Finanzministeriums war, wurde außerdem Fellow der American Academy of Arts and Sciences (1968) sowie Distinguished Fellow der American Economic Association und gewähltes Mitglied der American Philosophical Society (1972). 1982 war er schließlich auch gewählter Präsident der American Economic Association (AEA).
1970 wurde er mit dem Preis für herausragende Verdienste der Ehemaligenvereinigung der Western Michigan University (Distinguished Alumni Award Recipient) ausgezeichnet.